# Borussia-Park
Borussia-Park (nume oficial "Stadion im Borussia-Park") este un stadion de fotbal din Mönchengladbach, Germania. A înlocuit mai micul stadion Bökelberg, care nu mai îndeplinea condițiile de securitate și cerințele internaționale. Pe acest stadion joacă meciurile de acasă Borussia Mönchengladbach.